# Haute-Ajoie
Haute-Ajoie je obec ve švýcarském kantonu Jura. Žije zde přibližně 1 100 obyvatel.

## Geografie
Obec se nachází v severozápadní části kantonu Jura, jihozápadně od Porrentruy, hlavního města oblasti Ajoie, na hranici s Francií.
Sousedními obcemi jsou Grandfontaine, Fahy, Bure, Courtedoux a Fontenais v kantonu Jura a Montancy, Glère, Vaufrey, Montjoie-le-Château, Villars-lès-Blamont a Dannemarie v sousední Francii. Od sloučení je rozlohou druhou největší obcí v okrese Porrentruy.

## Historie
Obec vznikla 1. ledna 2009 sloučením samostatných obcí Chevenez, Damvant, Réclère a Roche-d’Or. K 1. lednu 2018 se k Haute-Ajoie připojila i dříve samostatná obec Rocourt. Obec zatím nemá společný znak ani vlajku. Každá vesnice nadále používá svůj předchozí znak.

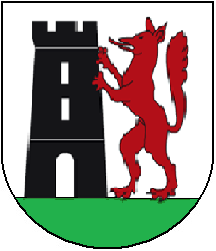
Chevenez
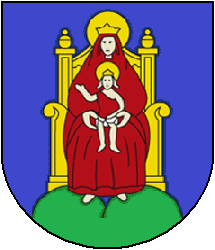
Damvant
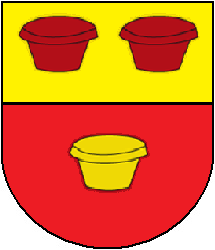
Réclère
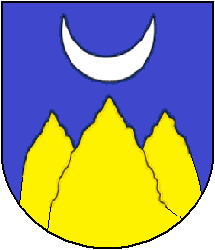
Roche-d’Or
Rocourt

Sídlem obecní správy je Chevenez.

## Zajímavost
V Haute-Ajoie je chován největší počet koní ze všech obcí ve Švýcarsku. Podle Spolkového statistického úřadu bylo v roce 2017 v obci chováno 598 koní.